# 新大头儿子和小头爸爸之秘密计划
《新大头儿子和小头爸爸之秘密计划》（英語：Secret Plans）是一部2014年中国大陆上映的动画电影，导演何澄，配音鞠萍、董浩、刘纯燕。截止10月8日，票房已超2000万。

## 剧情
该局沿袭动画片《大头儿子小头爸爸》的人物，讲述这一家的快乐和温馨。

## 配音员
| 配音员 （普通话） | 配音员 （粤语） | 角色     | 备注 |
| 鞠萍              | 黄玉娟          | 围裙妈妈 |      |
| 董浩              | 冯志辉          | 小头爸爸 |      |
| 刘纯燕            | 曾佩仪          | 大头儿子 |      |
| 红果果            |                 |          |      |
| 绿泡泡            |                 |          |      |
| 毛毛虫            |                 |          |      |

## 曲目
- 主题曲《站起来》，演唱：月亮姐姐，肖白作曲，惠子作词。[3]